# Златимир Коларов
Златимир Коларов (1954, Софія) — болгарський лікар-ревматолог, професор, доктор медичних наук, письменник, кіносценарист, публіцист.
Народився 1954 року в Софії. Закінчив Медичну академію в Софії.
Автор понад 485 наукових праць, зокрема, 20 монографій у галузі медицини, підручників і довідників із ревматології, 30 науково-популярних книг і брошур для пацієнтів, 8-ми художніх книг (романи, збірки оповідань і новел), книги публіцистики, близько 10 сценаріїв художніх і документальних фільмів.
Лауреат численних премій і нагород — за діяльність у медичній галузі, а також за прозу й кіносценарії.
2019 року в Україні вийшла збірка вибраних оповідань Златимира Коларова «Водоверть» у перекладі з болгарської Анни Багряної (ПВД «Твердиня», Луцьк).
Учасник Міжнародного літературно-мистецького фестивалю «Лісова пісня» (2019, Луцьк-Ковель).
Лауреат премії імені Пантелеймона Куліша за збірку оповідань «Водоверть» (2020).